# Cayo Cicereyo
Cayo Cicereyo fue un secretario de Escipión el Africano que, junto con el hijo de aquel, presentó su candidatura para el cargo de pretor, que retiró ante su competidor, si bien fue elegido al siguiente año.
Obtuvo el gobierno de la Cerdeña y venció a los corsos (173 a. C.), imponiéndoles un tributo de 200 000 libras de cera. Se le negaron los honores del triunfo que solicitó, pero obtuvo otra victoria en el monte Albano, donde más tarde levantó un templo a Juno Moneta en memoria de aquel combate, que se cita en un fragmento de los Fasti Capitolini y en una moneda acuñada en Roma en la que se ve una representación de Roma con casco y una Victoria conduciendo una cuadriga. 